# Boarmia aculeata
Boarmia aculeata är en fjärilsart som beskrevs av Fletcher 1958. Boarmia aculeata ingår i släktet Boarmia och familjen mätare. Inga underarter finns listade i Catalogue of Life.